# Estibeaux
Estibeaux település Franciaországban, Landes megyében. Lakosainak száma 697 fő (2022. január 1.). Estibeaux Clermont, Habas, Mimbaste, Misson, Mouscardès, Pomarez és Pouillon községekkel határos.

## Népesség
A település népességének változása:
| Lakosok száma | 524  | 479  | 503  | 550  | 682  | 685  | 699  | 701  | 703  | 697  |
|               | 1968 | 1982 | 1990 | 2006 | 2013 | 2015 | 2017 | 2019 | 2020 | 2022 |